# Estat d'excepció
Un estat d'excepció és un concepte en la teoria jurídica de Carl Schmitt similar a un estat d'emergència, però en la que se suspèn l'estat de dret en el nom del bé públic. Aquest concepte es desenvolupa en una obra de Giorgio Agamben, "Estat d'excepció". L'Estat que es trobi en aquesta situació declara un règim d'excepció, durant el qual se suspèn el lliure exercici d'alguns drets per part dels ciutadans. El control de l'ordre intern passa a ser controlat per les Forces Armades.
Davant situacions d'extrema gravetat dins d'un estat, s'estableixen mesures. Aquests estats són l'estat d'alarma, estat d'excepció i estat de setge.

## Estat d'excepció segons la legislació espanyola
En el cas espanyol, són regulats de manera bàsica en l'article 116 i el 155 de la Constitució espanyola de 1978. La seua regulació està desenvolupada en la Llei Orgànica 4/1981, d'1 de juny. Aquest estat d'excepció implica que es poden suspendre temporalment allò regulat als estatuts d'autonomia.
Segons estableix l'article 116 de la Constitució espanyola de 1978 s'aplicarà quan el lliure exercici dels drets i llibertats dels ciutadans, el normal funcionament de les institucions democràtiques o el dels serveis públics essencials per a la comunitat resulti tan greument alterat que l'exercici de les potestats ordinàries fos insuficient establir i mantenir-ho.
Per a això, el govern sol·licitarà del Congrés dels Diputats l'autorització per declarar l'estat d'excepció. El Congrés debatrà la sol·licitud, podent aprovar-la en els seus propis termes o introduir-ne modificacions. Obtinguda l'autorització procedirà a declarar l'estat d'excepció, acordat per a això en Consells de Ministres un decret amb el contingut autoritzat pel Congrés dels Diputats.
El termini serà d'un màxim de 30 dies, encara que el Govern podrà sol·licitar al Congrés dels Diputats la pròrroga d'aquesta declaració, que no podrà excedir de 30 dies més. En aquest estat es podran suspendre els següents drets fonamentals reconeguts per la Constitució espanyola:
- Art. 17.2 Detenció preventiva.
- Art. 18.2 Inviolabilitat del domicili.
- Art. 18.3 Secret de les comunicacions.
- Art. 19 Llibertat d'elecció de residència i lliure circulació pel territori nacional.
- Art. 20.1.a) Llibertat d'expressar el pensament.
- Art. 20.1.d) Dret a comunicar o rebre informació veraç per qualsevol mitjà de difusió.
- Art. 20.5 Prohibició de segrestar publicacions i altres mitjans d'informació sense resolució judicial.
- Art. 21.2 Dret de reunió en llocs de trànsit públic i manifestacions.
- Art. 28.2 Dret de vaga.
- Art. 37.2 Dret a adoptar mesures de conflicte col·lectiu

### Estat d'alarma
S'activa per esdeveniments naturals que paralitzen serveis públics essencials, provoquen desproveïment de productes de primera necessitat o crisis sanitàries.
El declara el govern espanyol mitjançant decret aprovat en Consell de Ministres, en el qual s'estableix obligatòriament la vigència territorial, temporal i els efectes. La durada pot ser màxim 15 dies, poden ser prorrogable si el Congrés l'autoritza.
L'article 11.c de la Llei Orgànica 4/1981 disposa quins llocs poden ser ocupats i quins no en aquest estat.

### Estat d'excepció
És declarat si es dona el que s'estableix en l'art. 13.1 de la Llei orgànica 4/1981, és a dir, davant situacions polítiques concretes.
L'art. 116.3 de la Constitució estableix que el govern ha de sol·licitar al Congrés dels Diputats perquè siga declarat l'estat d'excepció. La sol·licitud ha de contindre per normativa: els efectes (especificant els drets a suspendre, podent no suspendre'n cap), la relació de mesures, l'àmbit territorial i la quantitat màxima de les sancions a qui incomplisca les disposicions que s'establiran.
L'estat d'excepció podrà durar 30 dies, poden ser prorrogat fins a 30 dies més.

### Estat de setge
És declarat davant una situació de violència o d'amenaça immediata a l'ordre constitucional, la sobirania o la integritat del territori. Està recollit a l'art. 116 de la Constitució.
Pot declarar-lo el Congrés dels Diputats a proposta del govern espanyol requerint una majoria absoluta. El Congrés ha de determinar l'àmbit territorial, la durada i les condicions. Els efectes són la suma dels dos estats anteriors. El govern espanyol pot fer ús de l'autoritat militar per fer-lo complir. El Congrés pot establir que determinats delictes queden sota jurisdicció militar.